# Хадашот
Хадашот (ивр. חֲדָשוֹת‎ [χadaʃot] «новости») — ежедневная газета, выходившая в Израиле в период с 1984 по 1993 год.

## История
Первый номер газеты «Хадашот» вышел 4 марта 1984 года. Владельцем газеты был Амос Шокен, генеральный директор компании «Гаарец».
Редактором газеты был Йоси Кляйн, а управляющим — Ронни Арн. Новая газета пыталась войти в свободный сегмент рынка, который был тогда несколько разнородным. Кроме «Хадашот» в Израиле издавались ещё три ежедневных газеты, «Едиот ахронот», «Маарив» и «Гаарец» (последняя также принадлежала семейству Шокен и рассматривалась, как более серьезный «старший брат» газеты «Хадашот»). А кроме того, выходили газеты «Аль аМишмар», «Давар», «ха-Цофе», и «Джерузалем пост» и некоторые другие. При открытии газеты Шокен заявил, что он намеревается в течение нескольких лет превратить газету в самую распространенную газету в стране. В газете был большой цветной заголовок, она была написана более новым и менее формальным языком. Целевой аудиторией газеты предполагались читатели газеты «Едиот Ахронот», и между обеими газетами немедленно развернулась конкурентная борьба.
Вскоре вспыхнул первый скандал. Газета сообщила, несмотря на запрет военной цензуры, об учреждении комиссии по расследованию дела нападении на автобусный маршрут номер 300. Фотожурналист Алекс Либак сделал ставший знаменитым снимок, на котором были видны живыми двое террористов, взятых в плен в ходе операции по освобождению пассажиров захваченного автобуса, в то время, как официально утверждалось что все четверо нападающих были застрелены. Это дело получило большой резонанс в Израиле и поставило вопрос о регулировании деятельности спецслужб.
На протяжении многих лет в газете сотрудничали выдающиеся журналисты, в том числе: Ханох Мармари, Амнон Данкнер, Ронит Варди, Рон Миврег, Габи Ницан, Натан Захави, Дорон Розенблюм, Дуду Гева, Эхуд Эшри, Ирит Линур, Дан Бен-Амос, Амнон Леви, Йоси Вертер, Менахем Шизиф, Гидеон Коц (который подписывался «Дан Гилади»), и многие другие. Газету отличало новейшее графическое оформление, которое разрабатывал дизайнер Шимон Зандгауз, а позже Эран Валковски.
Вокруг газеты объединились молодые журналисты левых взглядов, настроенных против тогдашнего израильского истеблишмента. Газета была написана на новом, свободном иврите, на языке близком к сленгу, которым изъяснялась тогдашняя молодежь. Этим она отличалась от слишком серьезного, надутого и консервативного языка прочих израильских газет. В результате другие газеты тоже стали изменяться, гнаться за читателем, например, помещать сплетни из жизни знаменитостей.
Первоначально графическое оформление газеты было таблоидным. Основной заголовок зачастую занимал всю первую страницу. Заголовки на других страницах также делались крупными. Со временем дизайн газеты стал более изящным. Разделы были привязаны к определённым страницам, а их оформление стало более индивидуальным. На фоне других выделялась колонка Дана Бен-Амоца под названием «Для шести моих читателей», которая сообщала читателям чувство личной причастности ко всем событиям, волновавшим автора.
Газета во многом изменила вид израильской прессы и стандарты печатных изданий. «Хадашот» печаталась в современной типографии, что сделало газету яркой и цветной. С авторами заключались личные договоры, а не коллективные соглашения, как в других израильских газетах. Была отменена система квиюта (постоянных контрактов)
Несмотря на большой профессиональный успех, газета не смогла добиться успеха финансового. Тиражи «Хадашот» не росли, как ожидалось. Газету бесплатно раздавали на автозаправочных станциях, поэтому у неё создавался образ дешёвого во всех смыслах издания. В конце концов издатель Амос Шокен объявил о закрытии газеты 29 ноября 1993 года. Последний номер вышел 29 декабря 1993 года.
В 10-ю годовщину закрытия «Хадашот» на страницах газеты «ха-Ир» были опубликованы материалы, в которых бывшие авторы газеты поделились воспоминаниями о своей работе, рассказали о влиянии газеты на свое творчество и на работу журналистов в Израиле вообще.